# Oberhavel Verkehrsgesellschaft
Die Oberhavel Verkehrsgesellschaft ist ein regionales Busunternehmen aus dem Landkreis Oberhavel mit Sitz in Oranienburg. Es ist im Besitz der Beteiligungsgesellschaft des Landkreises Oberhavel, der Oberhavel Holding Besitz- und Verwaltungsgesellschaft.

## Geschichte

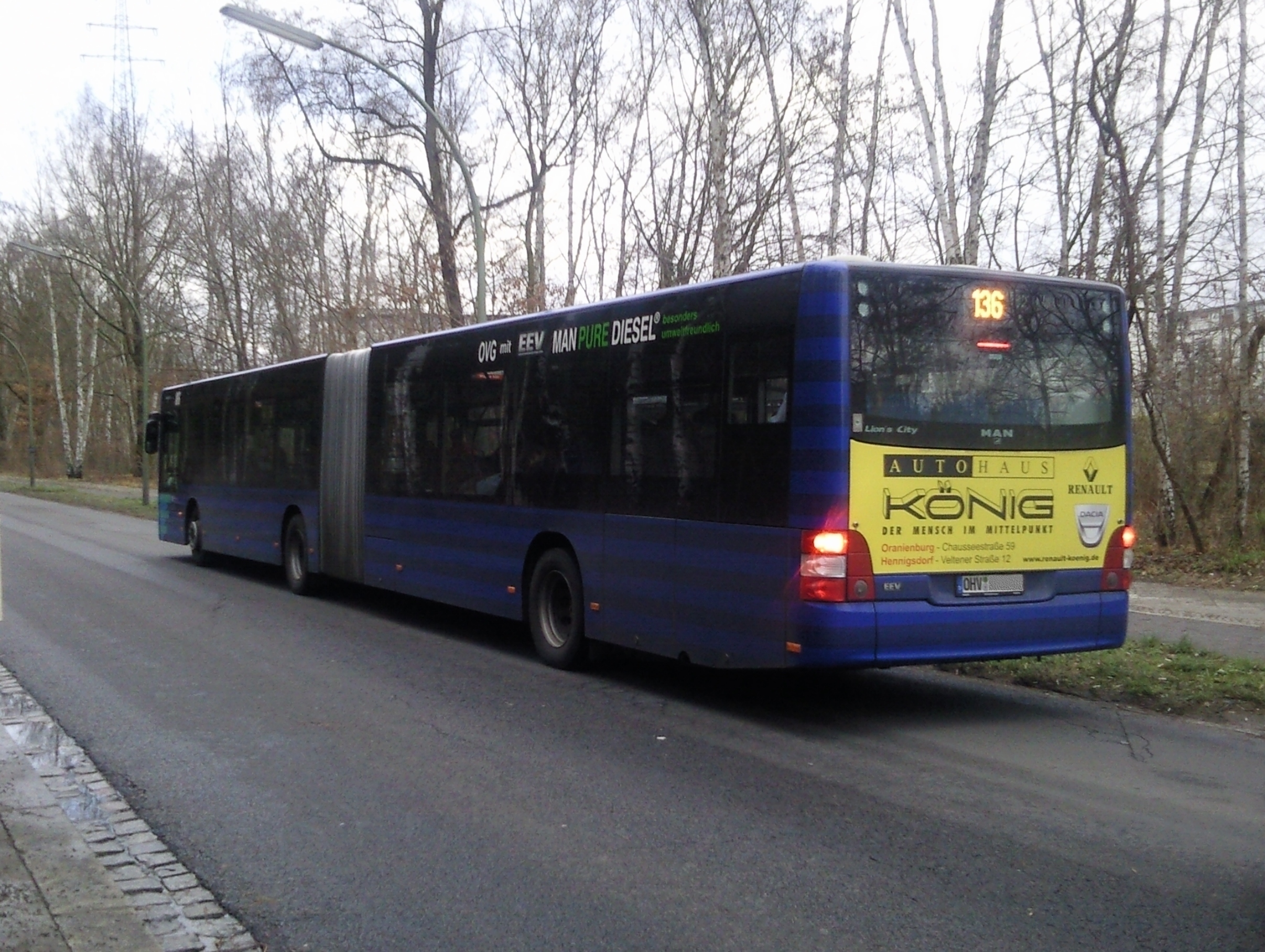
Bus der OVG in Spandau-Hakenfelde

Das Unternehmen entstand am 1. April 1992 durch die Auslagerung des Personenverkehrsbereichs aus der Oranienburger Kraftverkehrsgesellschaft. Im Zuge der Gründung des Landkreises Oberhavel erfolgte die Fusion mit der Personennahverkehrsgesellschaft des Kreises Gransee, seitdem entspricht das Verkehrsgebiet der OVG dem gesamten Landkreis Oberhavel.
Neben dem Buslinienverkehr bietet die OVG auch die Anmietung von Fahrzeugen für Sonderfahrten (Klassenfahrten, Seniorenfahrten usw.) an.
Als Ausgleichsleistung für Fahrten der BVG in den Bereich der OVG erfolgt der Betrieb der Berliner Linie X36 (zuvor 136), welche zwischen S+U Rathaus Spandau und S Hennigsdorf verkehrt, gemeinsam mit der BVG – die Konzessionsführerin bleibt dabei die BVG.
Die gemeinsame Bedienung der Berliner Linie 107 ist zum Fahrplanwechsel am 10. Dezember 2017 entfallen, da die Linie seit diesem Fahrplanwechsel statt zwischen S+U Pankow und S Hermsdorf (über Schildow und Glienicke/Nordbahn) nur noch zwischen dem Pastor-Niemöller-Platz in Berlin-Niederschönhausen und Schildow, Kirche verkehrt. Die Bedienung des Astes über Glienicke/Nordbahn nach S Hermsdorf übernimmt seitdem die dorthin verlängerte OVG-Linie 806. Zwischen April 2019 und August 2024 fuhr die Linie 806 zur Taktverstärkung in der Hauptverkehrszeit abwechselnd über die Haltestelle Veltheimstraße nach S Hermsdorf und über den Fürstendamm zum Zeltinger Platz/S Frohnau, wodurch in der Hauptverkehrszeit ein 10-Minuten-Takt erreicht wurde. Seit September 2024 fährt die Linie 806 ausschließlich nach S Hermsdorf, alle Fahrten zum Zeltinger Platz/S Frohnau werden seitdem von der OVG-Linie 809 bedient.
Zum Fahrplanwechsel am 10. Dezember 2023 wurde der erste PlusBus im Landkreis Oberhavel eingeführt. Die Linie 825 verbindet die Kreisstadt Oranienburg mit Bernau im Landkreis Barnim; dabei wird die Hälfte der Fahrten durch die Barnimer Busgesellschaft durchgeführt.

## Buslinien
Stand: 2. Januar 2025

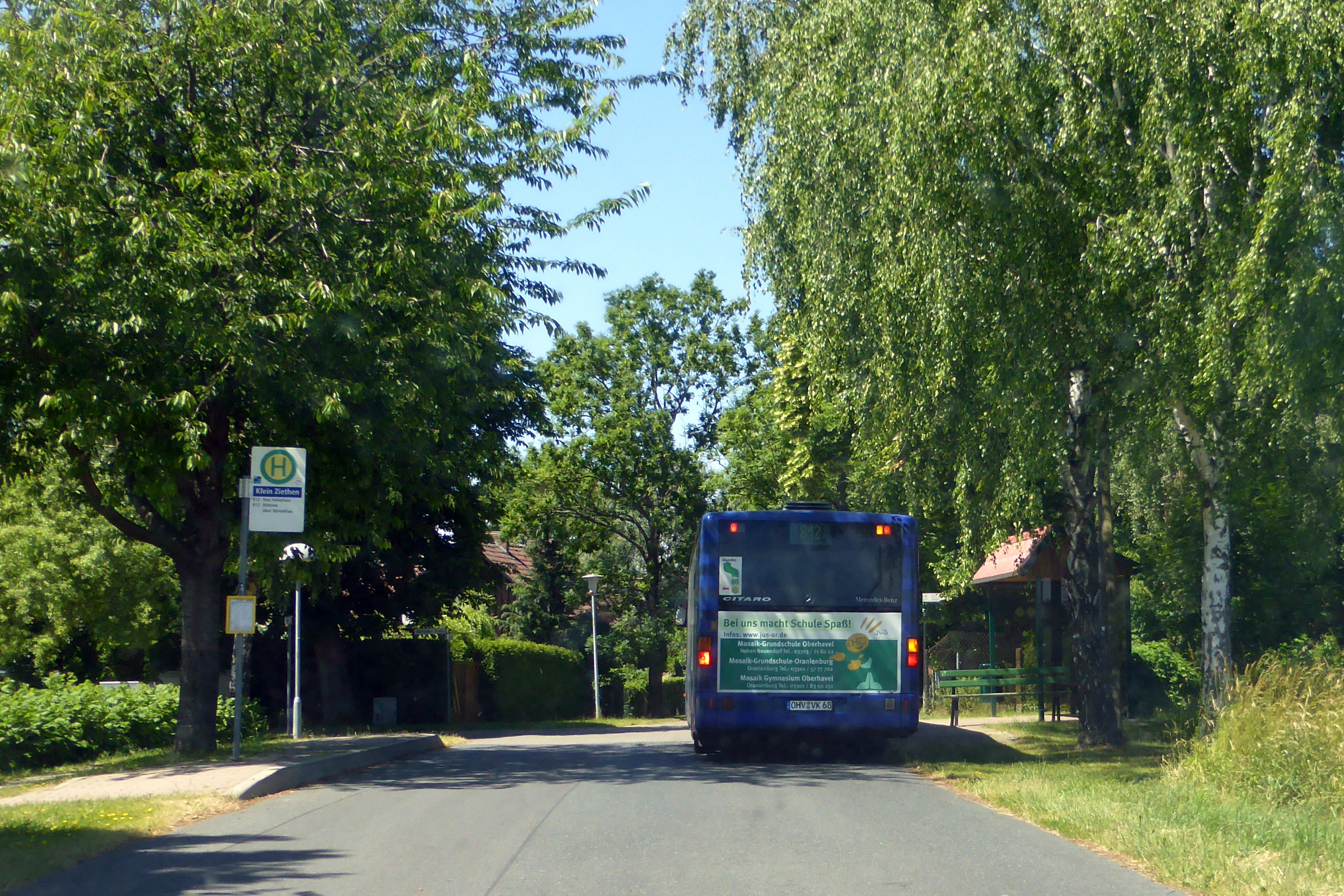
Bus der OVG hält in Klein-Ziethen (Ortsteil von Oberkrämer)

- X36 S Hennigsdorf – Nieder Neuendorf – Berlin, S+U Rathaus Spandau
- 800 S Oranienburg – Kremmen Bhf – Flatow
- 801 S Oranienburg – Beetz – Kremmen Bhf/Ludwigsaue
- 802 S Oranienburg – Neuendorf – Löwenberg (Mark) Bhf
- 803 S Oranienburg – Liebenwalde – Liebenthal
- 804 Oranienburg, Rewestraße – S Oranienburg – Oranienburg, Gedenkstätte – Malz
- 805 S Oranienburg – Zehlendorf – Liebenwalde
- 806 (Zühlsdorf Bhf – ) S Mühlenbeck-Mönchmühle – Schildow, Kirche – Berlin, S Hermsdorf
- 807 Velten, Hedwigpromenade – S Hennigsdorf – Hennigsdorf, Alsdorfer Str.
- 808 Hennigsdorf, Alsdorfer Str. – S Hennigsdorf – Stolpe Süd
- 809 S Hennigsdorf – S Hohen Neuendorf – Glienicke/Nordbahn – Berlin, Zeltinger Platz/S Frohnau
- 810 Mühlenbeck – Schönfließ – Glienicke/Nordbahn – Schildow – Mühlenbeck (Ringlinie)
- 811 S Hennigsdorf – Bötzow, Schule
- 812 Neu Vehlefanz – Vehlefanz Bhf – Bötzow, Schule
- 813 Schmachtenhagen, Ernst-Thälmann-Platz – Bernöwe/Zehlendorf, Schäfereiweg
- 814 Kremmen Bhf – Hennigsdorf, Schulstr.
- 816 Borgsdorf, Schule – S Borgsdorf – Velten Bhf – Velten Süd, Schule
- 821 Oranienburg, Birkenallee – S Oranienburg – Oranienburg, Gedenkstätte – Oranienburg, Tiergarten
- 822 Hohen Neuendorf, Havelstr. – S Hohen Neuendorf – S Birkenwerder ( – Birkenwerder, Karl-Marx-Straße)
- 823 S Oranienburg – Germendorf, Betriebshof ( –  Germendorf, Tierpark (nur im Sommer))
- 824 S Oranienburg – Velten Bhf – S Hennigsdorf Bhf
- 825 S Oranienburg – Wandlitz, Bhf – S Bernau Bhf (PlusBus)
- 830 Gransee Bhf – Buberow – Löwenberg, Kirche
- 831 Liebenthal, Stützpunkt – Liebenwalde – Löwenberg, Kirche
- 832 Zehdenick, Liebellenweg – Falkenthal, Wendestelle – Grüneberg Bhf – Löwenberg Bhf
- 833 Gransee, Grüner Weg – Badingen – Zehdenick, Libellenweg
- 834 Rauschendorf, Hauptstr. – Menz, Schule
- 835 Gransee Bhf – Rönnebeck – Meseberg – Gransee Bhf (Ringlinie)
- 836 Gransee Bhf – Zernikow – Menz – Neuglobsow
- 837 Gransee Bhf – Wentow – Ringsleben
- 838 Zehdenick, Libellenweg – Mildenberg – Tornow, Altes Schloss – Fürstenberg (Havel) Bhf
- 839 Bredereiche, Templiner Str. – Fürstenberg (Havel) – Neuglobsow ( – Menz)
- 841 Gransee Bhf – Seilershof, Hauptstr. – Fürstenberg (Havel) Bhf
- 842 Zehdenick Bhf – Kurtschlag – Groß Dölln, Kirche
- 843 Zehdenick Bhf – Krewelin – Liebenwalde, Hammer Allee
- 845 Gransee Bhf – Bergsdorf, Kirche – Klein Mutz – Zehdenick, Am Pool
- 846 Fürstenberg (Havel) Bhf – Neuthymen – Altthymen
- 847 Fürstenberg (Havel) Bhf – Zernikow, Kirche – Menz, Schule
- 848 Fürstenberg (Havel) Bhf – Steinförde – Großmenow
- 850 Zehdenick Bhf – Zehdenick, Neuhof – Vogelsang, Zehdenicker Str.
- 851 Gramzow – Altlüdersdorf – Menz, Schule
- 854 Gransee – Mildenberg – Tornow – Himmelpfort
- 857 Löwenberg Bhf – Groß Mutz – Grieben – Löwenberg Bhf (Ringlinie)